# Вилламов, Григорий Александрович
Вилламов Григорий Александрович (27 февраля (11 марта) 1831 — 29 ноября (11 декабря) 1884) — казанский уездный воинский начальник, генерал-майор (посмертно).

## Биография
Из дворян С.-Петербургской губернии. Православный. Сын генерал-лейтенанта Корпуса флотских штурманов Александра Григорьевича Вилламова. За матерью — генеральшей Любовью Ивановной Вилламовой, урождённой Колчиной, состояло 1800 десятин в Новоладожском уезде С.-Петербургской губернии.Отец, после отставки с военной службы (18.01.1858), с 1866 года служил, по ведомству Министерства юстиции, почётным мировым судьёй Новоладожского уезда; с 1868 — почётный член Императорского морского Яхт-клуба.
С 1841 года воспитывался в Петришуле. По окончании училища, поступил юнкером в Николаевское училище гвардейских юнкеров (Школа гвардейских подпрапорщиков и кавалерийских юнкеров). С 8.08.1850 выпущен унтер-офицером в лейб-гвардии Семёновский полк. По полковым спискам — Вилламов 1-й. В службу вступил с 18.08.1850 гвардии прапорщиком; 20 августа 1850 прибыл в полк. С 22 июля по 24 ноября 1851 — в отпуске; с 26 августа по 23 сентября 1853 — в отпуске. Участник Восточной войны 1853—1856 годов: с 9 марта по 5 сентября 1854 года находился в составе войск, охранявших побережье С.-Петербургской губернии и Выборгской губерний уезда Странда от высадки союзников. С 11.04.1854 произведён в гвардии подпоручики; с 27.03.1855 — в гвардии поручики.
С 22 июня по 13 сентября 1856 года находился в Москве, в составе отряда войск Гвардейских и Гренадерских корпусов, собранных там по случаю коронования Александра II. С 25 сентября по 8 октября 1856 — в отпуске.
С 6 мая 1858 из Семёновского полка командирован в Школу гвардейских подпрапорщиков и кавалерийских юнкеров; 8 мая отправился, 10 мая прибыл по назначению. С 31 мая по 30 сентября 1858 — в 4-месячном отпуске. Будучи в отпуске, по высочайшему повелению, с 21 июня 1858 прикомандирован к Николаевскому училищу гвардейских подпрапорщиков и кавалерийских юнкеров для испытания в должности ротного офицера. По высочайшему повелению, с 17.01.1859 утверждён ротным офицером Николаевского училища. С 23.04.1861 пожалован в гвардии штабс-капитаны; с 18.05.1863 — в гвардии капитаны. Приказом начальника Военно-учебных заведений, 31 декабря 1864 года откомандирован обратно в полк. С 13.01.1865 исключён из списков Николаевского училища; 22 января 1865 отправился в полк. С 30.08.1866 из гвардии капитанов пожалован полковником лейб-гвардии Семёновского полка.
В том же чине — полковника, 18 марта 1872 года назначен командиром Рыльского 126-го пехотного полка, с зачислением по армейской пехоте. 3 июня 1876 года уволен от должности, с зачислением, по армейской пехоте, в Запасные войска. Участник Русско-турецкой войны 1877—1878 гг. В том же чине — полковника, в 1879—1884 годах служил казанским уездным воинским начальником. Высочайшим приказом от 1 декабря 1884 года (приказ был подписан через два дня после смерти) произведён в чин генерал-майора, с увольнением, «за болезнью», от службы, с мундиром и с пенсией полного оклада.
Был женат (после 1865 года) на девице Марии Николаевне Богдановой. В браке дети: Григорий, Леонид, Ариадна, Нина.

## Награды
- Орден Святого Станислава 3 степени (17.04.1862)
- Орден Святого Станислава 2 степени с императорской короной (25.01.1871)
- Орден Святой Анны 2 степени (17.04.1874)
- Орден Святого Владимира 4 степени (1879)
- Орден Святого Владимира 3 степени (1883)
- Светло-бронзовая медаль «В память войны 1853—1856» на Андреевской ленте.